# Secret Headquarters
Secret Headquarters (prt: A Cave Secreta; bra: Esquadrão Secreto) é um filme americano do gênero comédia e aventura, dirigido por Henry Joost e Ariel Schulman, que co-escreveram o roteiro com Josh Koenigsberg e Christopher L. Yost, a partir de uma história de Yost. Estrelado por Owen Wilson, Michael Peña e Jesse Williams, o enredo segue uma criança que começa a suspeitar que seu pai pode ser um super-herói depois de descobrir uma sede secreta sob sua casa.
O filme estreou no Signature Theater na cidade de Nova Iorque, em 12 de agosto de 2022, e foi lançado nos Estados Unidos em 12 de agosto de 2022, no Paramount+. O filme recebeu críticas geralmente mistas dos críticos.

## Sinopse
A trama gira em torno de Jack Kincaid, conhecido como O Guardião, um super-herói escolhido por um artefato alienígena para herdar seus poderes e salvar o mundo. No entanto, suas responsabilidades como herói o fazem negligenciar seus deveres parentais para com seu filho Charlie, criando uma distância entre eles. Quando Charlie passa seu aniversário na casa de Jack, ele convida seus amigos Berger, Lizzie e Maya, e juntos descobrem o esconderijo subterrâneo de Jack, revelando sua identidade secreta. Enquanto isso, o CEO de armas Ansel Argon quer usar a fonte de poder de O Guardião para seus planos sinistros.
Após as crianças usarem os gadgets de Jack, o mercenário-chefe de Argon, Sean Irons, traz sua equipe para rastrear a fonte de poder. As crianças lutam contra eles e Jack chega a tempo, mas quando Berger envia a fonte através de um portal conectado ao seu armário na escola, Argon usa um dos gadgets de Jack para obter seu traje e sequestra Berger para encontrar a fonte. Charlie lidera seus amigos, com Irons, para recuperar seus gadgets e contra-atacar. O confronto acontece durante o baile da escola, terminando com Charlie enviando Argon através de um portal para outra dimensão com uma granada. Ele acaba dançando com Maya e a beijando. Charlie acaba se juntando a Jack para que possam lutar contra o crime juntos.

## Elenco
- Owen Wilson como Jack Kincaid
- Michael Peña como Ansel Argon
- Walker Scobell como Charlie Kincaid
  - Louie Chaplin Moss como Charlie Kincaid (jovem)
- Keith L. Williams como Berger
- Momona Tamada como Maya Monroe
- Jesse Williams como Sean Irons
- Charles Melton como Hawaii
- Abby James Witherspoon como Lizzie
- Kezii Curtis como Big Mac
- Jessie Mueller como Lily Kincaid
- Lucius Baston como Jerry the Janitor
- DK Metcalf como Treinador Hammer
- Dustin Ingram como Jersey
- Levy Tran como Virginia
- Michael Anthony como Wisconsin
- Lav Luv como Umpire
- Dayna Beilenson como Sra. Squint
- David Lengel como Treinador Skipper

## Produção
Foi anunciado em 28 de janeiro de 2021 que Henry Joost e Ariel Schulman dirigiriam o filme Secret Headquarters para a Paramount Pictures e também trabalhariam no rascunho do roteiro do projeto com Josh Koenigsberg, a partir de uma ideia original de Christopher Yost. Em maio de 2021, Owen Wilson foi escalado para um papel não revelado. Em junho, Michael Peña, Walker Scobell, Momona Tamada, Keith L. Williams, Abby James Witherspoon e Kezii Curtis foram anunciados ao elenco. Em julho de 2021, Jesse Williams se juntou ao elenco como o vilão.

### Filmagens
As filmagens começaram em Atlanta, Geórgia em 25 de maio de 2021.

## Lançamento
Secret Headquarters foi lançado nos Estados Unidos em 5 de agosto de 2022, no Paramount+. Foi provisoriamente agendado para 12 de agosto de 2022 e 5 de agosto de 2022 nos cinemas, antes de ser movido para o streaming.